# Protocolo de Londres (1829)
O Protocolo de Londres de 22 de março de 1829 foi um acordo entre as três Grandes Potências (Grã-Bretanha, França e Rússia), que alterou o primeiro Protocolo de Londres sobre a criação de um estado grego internamente autônomo, mas tributário e sob suserania otomana.
Como resultado da Guerra de Independência Grega, que havia começado em 1821, e da intervenção das Grandes Potências no conflito na Batalha de Navarino (1827), a criação de alguma forma de estado grego no sul da Grécia tornou-se certa. Em 1827, a Terceira Assembleia Nacional Grega encarregou o governo da nação nascente a Ioannis Kapodistrias, que chegou à Grécia em janeiro de 1828. Paralelamente a seus esforços para lançar as bases de um estado moderno, Kapodistrias empreendeu negociações com as Grandes Potências sobre a extensão e o status constitucional do novo estado grego, especialmente durante a Conferência de Poros dos embaixadores das Grandes Potências em setembro de 1828. Em novembro de 1828, ignorando as recomendações dos embaixadores, as Grandes Potências concordaram com o primeiro Protocolo de Londres, que criava um estado grego autônomo abrangendo o Peloponeso (Morea) e as Cíclades apenas.
Em 22 de março de 1829, o ministro das Relações Exteriores britânico, George Hamilton-Gordon, 4º Conde de Aberdeen, e os enviados da França e da Rússia, Jules de Polignac e Christoph von Lieven, assinaram o segundo Protocolo de Londres, que em grande parte aceitava as recomendações da Conferência de Poros. De acordo com o protocolo, a Grécia se tornaria um estado separado gozando de total autonomia sob o governo de um príncipe cristão hereditário a ser selecionado pelas Potências, mas reconheceria a suserania do sultão otomano e pagaria um tributo anual de 1,5 milhão de piastres turcos. As fronteiras do novo estado se estenderiam da linha do Golfo de Arta a oeste até o Golfo Pagasético a leste, incluindo assim o Peloponeso e a Grécia Continental, bem como as Cíclades, mas não Creta nem outras ilhas do Egeu como Samos, que haviam desempenhado um papel importante na Guerra de Independência e ainda estavam sob controle grego.
O Império Otomano foi forçado a reconhecer o protocolo no Tratado de Adrianópolis, que encerrou a Guerra Russo-Turca de 1828–29, mas logo depois disso, as Potências começaram a se inclinar para a independência total da Grécia, que foi reconhecida no Protocolo de Londres de 3 de fevereiro de 1830.